# Spinus cucullatus
El cardenalito, cardenalito de Venezuela, Rosaito, jilguero rojo o pireno rojo (Carduelis cucullata) es una especie de ave paseriforme de la familia Fringillidae propio del norte de América del Sur. Es un pequeño pájaro nativo de Venezuela, con pequeñas poblaciones relictas en su estado natural en el este de Colombia, los estados norte-costeros y centro-occidentales de Venezuela y Guyana. Está considerada extinto en la isla Monos (Trinidad y Tobago). Ha sido introducido en las islas de Cuba y Puerto Rico.

## Descripción e identificación
Fue descrito originalmente en 1820, a partir de un ejemplar cautivo procedente de los territorios de las antiguas colonias españolas en el continente americano.
- Longitud: de 10 a 11,5 cm.
- Ala: de 62 a 67 mm en los machos y de 57 a 60 mm en las hembras.

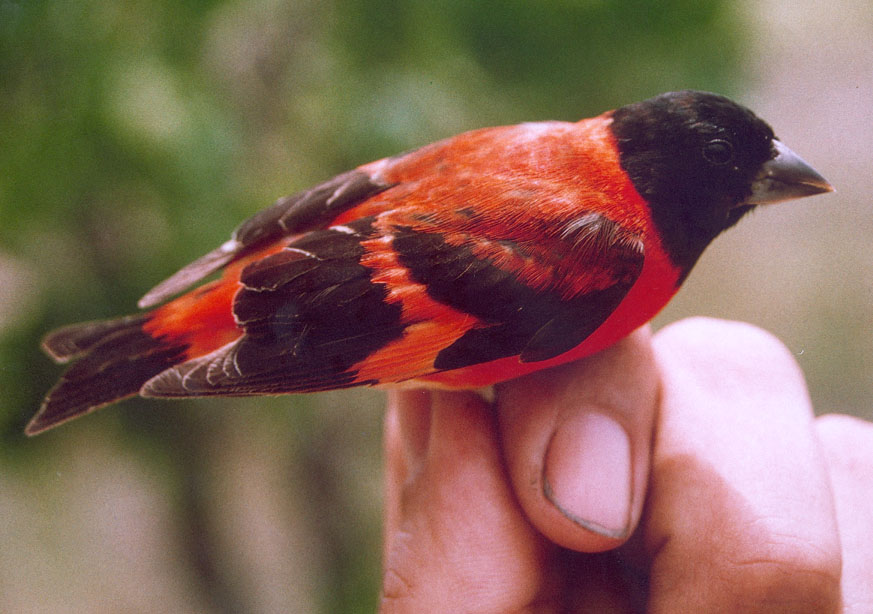
Macho capturado en Guyana.
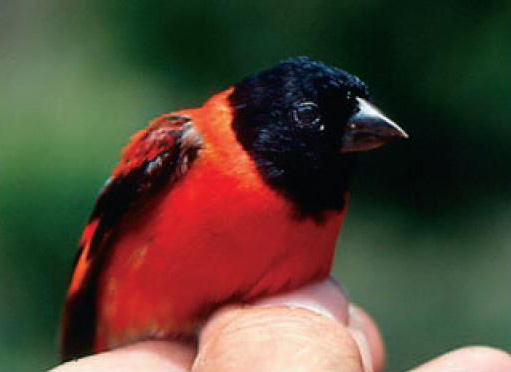
Macho capturado en Danama Ranch (Guyana).
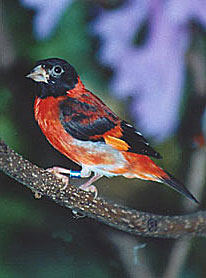

## Conducta y comportamiento
Es seminómada. Fuera de la época de cría se desplaza en pequeñas bandadas de hasta 12-13 individuos. En Venezuela, solo se ven individuos solitarios o en parejas.[cita requerida]

## Hábitat
Se conoce poco sobre su vida salvaje, resultando difícil saber cuál fue su hábitat natural. Gran parte de su zona de distribución está ocupada ahora por prados de hierba corta, pero que originariamente fueron bosques caducifolios abiertos. A menudo, estos bosques están más cubiertos de hierba que los bosques de hoja perenne, a consecuencia de la mayor cantidad de luz que penetra hasta el suelo cuando los árboles pierden sus hojas, permitiendo el crecimiento de la hierba.
Vive en zonas semiáridas tipo sabana, paisajes abiertos, zonas secas y áridas, donde los árboles se encuentran dispersos entre zonas más o menos rocosas, con arbustos espinosos y cactus. También se ha encontrado en bosques semihúmedos de Venezuela. En Colombia se ha encontrado en los estratos medio y alto de bosques, entre los 1.744 y 3.165 m s. n. m. En Guyana se ha encontrado en bosques de chaparro (Curatella americana). A altitudes comprendidas entre los 280 y los 1.300 m s. n. m.

## Canto y reclamos
El canto es bastante complejo con gran variedad de notas, aunque poco musicales. Dura entre dos y tres minutos sin interrupción. Ambos sexos emiten reclamos simples o dobles. Los primeros los emiten posados, los segundos en vuelo y están relacionados con el apareamiento.

## Distribución
Su distribución original aparentemente estaba restringida a partes de Venezuela, Colombia y Trinidad y Tobago. En Puerto Rico y Cuba se han registrado poblaciones formadas por individuos escapados del cautiverio. Existe un registro reciente de poblaciones en Guyana que amplía la distribución conocida de la especie, pero aún no se ha confirmado su especie en regiones aledañas de Brasil y Venezuela.
En Venezuela su distribución actual ocupa menos del 20% de la original, y es considerada una de las especies más amenazadas del país. Los registros históricos incluían localidades en los estados Zulia, Barinas, Trujillo, Portuguesa, Lara, Falcón, Yaracuy, Carabobo, Aragua, Miranda, Guárico, Estado Anzoátegui, Sucre, Monagas y Distrito Federal. De esta amplia distribución original, actualmente solo se ha confirmado su presencia en dos núcleos: uno en los estados Falcón y Lara, y otro en el triángulo formado por Miranda, Guárico y Anzoátegui. De las seis localidades cercanas a la ciudad de Caracas donde se encontraba la especie, es probable que aún sobrevivan en dos sitios del parque nacional El Ávila. También se sospecha su presencia en localidades aisladas en Barinas y el estado Zulia. La situación de amenaza es tan alarmante que algunos autores se abstienen de reportar las localidades exactas donde aún se encuentra la especie, por temor a facilitar la acción de los cazadores de aves. La distribución histórica incluye una pequeña población en las cercanías de Cúcuta, en Colombia. En esta región se tienen registro recientes de su presencia. En Trinidad parece que siempre fue un ave muy rara y actualmente se reporta como extinta.
C. cucullata ha estado presente desde la primera mitad del siglo XIX en Puerto Rico, inicialmente traída en jaulas para el cruce con canarios, y posteriormente establecida como una población naturalizada. Igualmente fue registrada en estado silvestre en las cercanías de Santiago de Cuba y al norte de la isla alrededor de 1856, pero varios autores han descartado que se trate de una población nativa, y sugiere que se trataba de aves escapadas de cautiverio que no lograron establecerse como población.
Entre 2000 y 2003 se descubrieron poblaciones en las sabanas de Roraima-Rupununi, Guayana, en parte del territorio de la Guayana Esequiba reclamado por Venezuela. Estas poblaciones son aparentemente nativas y están aisladas más de 900 km de otras poblaciones conocidas. Las exploraciones de hábitats adecuados para la especie en regiones aledañas de Brasil y Venezuela han tenido resultados negativos.

## Alimentación
Buscan las semillas en la baja vegetación y en los árboles. Entre las preferidas están las de Wedelia calycina (Asteraceae), Phoradendron sp. (Loranthaceae), el árbol Curatella sp. y la higuera (Ficus spp.). En la isla Trinidad se alimenta de las semillas de la Argemone mexicana.

## Nidificación
Suele anidar en dos épocas, en Guyana de mayo a julio y de noviembre a diciembre. En Venezuela, de marzo a abril y de agosto a septiembre. Sin embargo en Cúcuta, Colombia solamente se le ha visto anidar en octubre. Coincide con la floración de los árboles y las plantas que producen las semillas de las que se alimentan.
Las parejas empiezan a formarse en abril mediante vuelos nupciales semejantes al vuelo de las mariposas. El macho sale de un posadero y llega a otro donde se encuentra la hembra. Usualmente surgen peleas con otros machos por el territorio. El macho dominante se posa un poco más elevado que el adversario y poniéndose horizontal abre las alas y las hace vibrar. Así el otro huye o bien se pelean pico con pico.
La pareja una vez formada no se aleja mucho del lugar de anidación (0,5 km). Anidan colonialmente en pequeños grupos separados por áreas de unos treinta metros.
Colocan el nido en el extremo de la rama más alta de un árbol y bien camuflado. Tiene forma de copa con una profundidad de 10 cm y un diámetro de 12 cm. Lo construyen con fibras algodonosas, musgo y trozos de hierbas secas entre 2 y 10 cm de largo.
Se puede dar el caso de que una hembra dominante robe el material del nido de otra hembra. Aunque el macho no lo construye, sí que suele acompañar a la hembra en su colecta de materiales. El apareamiento tiene lugar cerca del nido cuando la hembra adopta una posición horizontal, abre las alas y emite la llamada larga “tee tee tee”.
Ponen de dos a tres huevos completamente blancos o ligeramente verdoso pálidos. Medidas: 14,7 - 17,8 mm × 10,8 - 13 mm.
La hembra sola los incuba durante doce días siendo alimentada periódicamente por el macho. Su principal tarea es la defensa de su pequeño territorio de otros pájaros intrusos. La hembra los alimenta y deja de darles calor cinco días después, pues la temperatura exterior no baja de los 30-32 °C. A los quince días salen del nido. Dos o tres días más tarde ella construye otro nido y hace una segunda puesta. A su vez, el macho se ocupa de cuidar los polluelos hasta su independencia.

## Población
Se han realizado varios ensayos para tratar de estimar el número de individuos silvestres que sobreviven en la actualidad; sin embargo, dichos estimados se caracterizan por sus imprecisiones y se desconoce realmente la población actual. Los estimados varían desde un mínimo de 600 hasta 800 aves en todo el país, de los cuales se calculan unos 350 a 500 individuos en occidente, y otros 300 en la zona central. Otros estimados indican que en la actualidad sobreviven alrededor de 4.000 cardenalitos silvestres en total, de los cuales unos 2.500 viven en los estados Lara y Falcón. Las cifras de aves capturadas apoyarían más al segundo estimado que al primero. Es necesario aclarar que, si bien se puede asegurar que la cifra es baja, aún falta información para estimar la población con exactitud. En cualquier caso, las cifras actuales son menores que las anteriores y la mayoría de las poblaciones referidas en el pasado se encuentran extintas en la actualidad.

## Amenazas y Conservación

### Cría y comercialización
El cardenalito atrajo el interés de los criadores de aves europeos desde muy temprano por sus belleza, porte, docilidad y la calidad de su canto.
Se supone que los primeros individuos fueron llevados a Europa desde el siglo XVIII. De hecho, la descripción de la especie se basó en un ejemplar en cautiverio, aparentemente proveniente de España. Aparentemente fue un ave común en colecciones científicas, museos y zoológicos, y fue objeto de estudios anatómicos comparativos del reino animal al menos desde 1840.
En Alemania se hizo popular su cría a partir de la década de 1870, y fue comercializado por varias casas especializadas ubicadas en Londres y en Hamburgo. El cruce del cardenalito con canarios fue presentado como una novedad merecedora de distinciones en una exposición de cría de aves en Hamburgo en 1877.

### Situación actual
Esta ave podría extinguirse en vida silvestre en un futuro cercano si no se logra controlar su captura y comercio. Las amenazas se consideran extremas y han causado severos impactos en las poblaciones, estimándose que la mayoría se encuentran extintas y que la distribución actual es solo un relicto de la pasada. La situación de esta especie ha sido denunciada desde principios de siglo. Desde 1952 ha sido clasificada como Amenazada por la Unión Mundial para la Naturaleza, y en la última versión del Libro Rojo se clasifica En Peligro, en situación grave y que requiere de acciones urgentes.

### Amenazas
La principal causa de la situación que actualmente[¿cuándo?] enfrenta el cardenalito ha sido la extracción maderera de su hábitat, la segunda ha sido su captura y comercio ilegal, prácticas realizadas persistentemente desde 1835. Incluso a mediados de este siglo se utilizó su plumaje como adorno para sombreros en forma indiscriminada. El comercio desmedido está fuertemente vinculado a la hibridación con canarios para producir canarios rojos, lo cual constituyó un acontecimiento en la canaricultura y marcaría el inicio de la extinción del cardenalito. La situación se agrava ya que el codiciado color rojo en los canarios se pierde en varias generaciones y es necesario volver a reproducirlo con nuevos cruces para mantener el color[cita requerida]. Producto de esta situación los cardenalitos alcanzaron precios exorbitantes en el mercado internacional, y a nivel nacional era una de las aves por la que mejor oferta recibía su colector. Se cuenta con información[¿cuál?] de que todavía en algunas localidades de la zona central los traficantes compran cardenalitos a los lugareños a cambio de artefactos eléctricos. Las cifras sobre aves capturadas y exportadas adquieren dimensiones impresionantes a pesar de la disminución poblacional del ave, la actividad de captura se mantiene y el comercio aún es rentable y de magnitudes significativas.[cita requerida]

### Medidas de conservación
El cardenalito está especialmente protegido por las leyes venezolana según la resolución 439 del 07/12/82, en la Gaceta Oficial n.º 32619. Su comercio está regulado por CITES, que incluye a la especie en el Apéndice I, gracias a lo cual se controla el tráfico a través de Curazao, país que servía de puente entre Venezuela y Europa para el comercio de cardenalitos.